# 荷兰水道

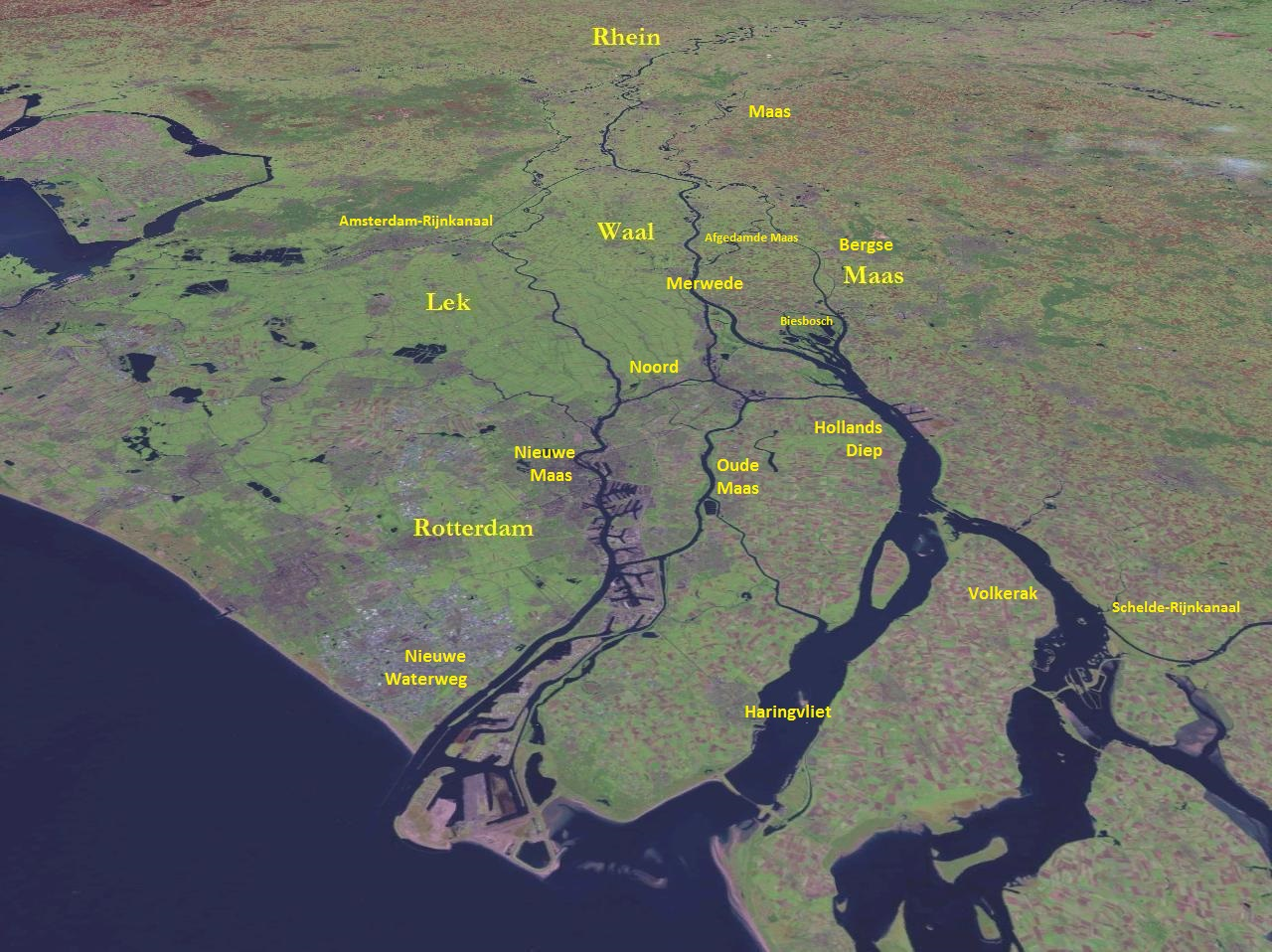
莱茵-马斯-斯海尔德三角洲

荷兰水道（荷蘭語：Hollands Diep）是荷兰的一条宽广的河流，也是莱茵河和默兹河的河口。通过斯海尔德-莱茵运河，其与斯海尔德河和安特卫普相连。